# フィル・バーズリー
フィル・バーズリー（Phil Bardsley, 1985年6月28日 - ）は、イングランド・サルフォード出身の元サッカー選手。現役時代のポジションはディフェンダーで主に右サイドバック。

## 経歴

### クラブ
プレミアリーグ・マンチェスター・ユナイテッドのアカデミー出身で、2003年から在籍していたが、出場機会を得ることができず、レンタル移籍を繰り返した。
2008年1月にサンダーランドに完全移籍した。以降はレギュラーとして活躍したが、イタリア人指揮官パオロ・ディ・カーニオ監督からは評価されず、2012-13シーズン終盤にはカジノで紙幣にまみれて寝転ぶところを写真に撮られ、ディ・カーニオ監督の逆鱗に触れ、リザーブリーグでのプレーが命じられた。2013-14シーズンは背番号が剥奪された形でのスタートとなったが、2013年9月22日にディ・カーニオ監督が解任され、同年10月8日にグスタボ・ポジェ監督が就任してからは再び背番号が与えられ、19日に行われたスウォンジー・シティAFC戦 (0-4) で復帰を果たした。同シーズンはリーグ戦33試合に出場した。
2014年6月にバーズリーとサンダーランドの契約が切れるため、1月から彼に注目していたストーク・シティFCに3年契約で加入した。2014-15シーズンは監督のマーク・ヒューズに信頼され、30試合に出場。翌シーズンは同ポジションに新加入のグレン・ジョンソンが収まったため控えに降格。しかし2月のジョンソン負傷以降は代役を務め17試合に出場した。3月には元同僚のウェイン・ルーニーとボクシングに興じてる姿が写された。
2017年7月25日、バーンリーFCと2年契約を結んだ。
2022年12月13日、ストックポート・カウンティFCに移籍した。
2023年6月27日、現役引退を表明した。

### 代表
イングランド出身だが、父方がスコットランド系であることからスコットランド代表を選択。2010年10月11日のスペイン戦で代表デビューを果たした。

## 所属クラブ
- マンチェスター・ユナイテッドFC 2003-2008

→ ロイヤル・アントワープFC (loan) 2003-2004
→ バーンリーFC (loan) 2005-2006
→ レンジャーズFC (loan) 2006-2007
→ アストン・ヴィラFC (loan) 2006-2007
→ シェフィールド・ユナイテッドFC (loan) 2007-2008
- サンダーランドAFC  2008-2014
- ストーク・シティFC 2014-2017
- バーンリーFC 2017-2022
- ストックポート・カウンティFC 2022-2023